# Aelita Jurčenko
Aelita Vjačeslavovna Jurčenko (ukrajinsko Аеліта В'ячеславівна Юрченко), ukrajinska atletinja, * 1. januar 1965, Sovjetska zveza.
Ni nastopila na olimpijskih igrah. Na svetovnih prvenstvih je osvojila srebrno medaljo v štafeti 4×400 m leta 1983, kot tudi na svetovnih dvoranskih prvenstvih leta 1991.